# Nuoto ai Giochi della XVI Olimpiade - 100 metri stile libero femminili
La competizione dei 100 metri stile libero femminili di nuoto ai Giochi della XVI Olimpiade si è svolta dal 29 novembre al 1º dicembre 1956 allo stadio del nuoto di Melbourne.

## Programma
| Data             | Round      | Note                                |
| ---------------- | ---------- | ----------------------------------- |
| 29 novembre 1956 | Batterie   | I migliori 16 tempi alle semifinali |
| 30 novembre 1956 | Semifinali | I migliori 8 tempi alla finale      |
| 1º dicembre 1956 | Finale     |                                     |

## Risultati

### Batterie
| Pos. | Atleta            | Nazione       | Tempo  | Posizione |
| ---- | ----------------- | ------------- | ------ | --------- |
| 1    | Lorraine Crapp    | Australia     | 1'03"4 | 2         |
| 2    | Joan Rosazza      | Stati Uniti   | 1'05"5 | 7         |
| 3    | Helen Stewart     | Canada        | 1'07"1 | 12        |
| 4    | Jeanette Myburgh  | Sudafrica     | 1'07"1 | 13        |
| 5    | Anita Hellström   | Svezia        | 1'08"5 | 20        |
| 6    | Irène Sweyd       | Belgio        | 1'08"9 | 26        |
| 7    | Winifred Griffin  | Nuova Zelanda | 1'10"4 | 32        |
| 8    | Margaret Northrop | Kenya         | 1'12"8 | 34        |

| Pos. | Atleta           | Nazione       | Tempo  | Posizione |
| ---- | ---------------- | ------------- | ------ | --------- |
| 1    | Nancy Simons     | Stati Uniti   | 1'06"5 | 9         |
| 2    | Katalin Szőke    | Ungheria      | 1'08"0 | 17        |
| 3    | Katharine Jansen | Germania      | 1'08"3 | 19        |
| 4    | Odile Vouaux     | Francia       | 1'08"6 | 22        |
| 5    | Fearne Ewart     | Gran Bretagna | 1'08"8 | 23        |
| 6    | Setsuko Shimada  | Giappone      | 1'11"8 | 33        |

| Pos. | Atleta           | Nazione       | Tempo  | Posizione |
| ---- | ---------------- | ------------- | ------ | --------- |
| 1    | Marrion Roe      | Nuova Zelanda | 1'05"9 | 8         |
| 2    | Valéria Gyenge   | Ungheria      | 1'06"6 | 11        |
| 3    | Birgit Klomp     | Germania      | 1'07"7 | 15        |
| 4    | Héda Frost       | Francia       | 1'08"8 | 23        |
| 5    | Blanca Barrón    | Messico       | 1'09"5 | 28        |
| 6    | Yoshiko Satō     | Giappone      | 1'10"3 | 30        |
| 7    | Gertrudes Lozada | Filippine     | 1'13"7 | 35        |

| Pos. | Atleta           | Nazione   | Tempo  | Posizione |
| ---- | ---------------- | --------- | ------ | --------- |
| 1    | Faith Leech      | Australia | 1'04"9 | 3         |
| 2    | Zsuzsa Ördög     | Ungheria  | 1'06"5 | 9         |
| 3    | Kate Jobson      | Svezia    | 1'07"3 | 14        |
| 4    | Susan Roberts    | Sudafrica | 1'07"9 | 16        |
| 5    | Christel Steffin | Germania  | 1'08"1 | 18        |
| 6    | Hitomi Jinno     | Giappone  | 1'08"8 | 23        |
| 7    | Gladys Priestley | Canada    | 1'09"2 | 27        |

| Pos. | Atleta               | Nazione       | Tempo  | Posizione |
| ---- | -------------------- | ------------- | ------ | --------- |
| 1    | Dawn Fraser          | Australia     | 1'02"4 | 1         |
| 2    | Natalie Myburgh      | Sudafrica     | 1'05"1 | 4         |
| 3    | Virginia Grant       | Canada        | 1'05"1 | 5         |
| 4    | Shelley Mann         | Stati Uniti   | 1'05"4 | 6         |
| 5    | Frances Hogben       | Gran Bretagna | 1'08"5 | 20        |
| 6    | Ginette Jany-Sendral | Francia       | 1'09"9 | 29        |
| 7    | Shoshana Rivner      | Israele       | 1'10"3 | 30        |

### Semifinali
| Pos. | Atleta          | Nazione     | Tempo  | Posizione |
| ---- | --------------- | ----------- | ------ | --------- |
| 1    | Dawn Fraser     | Australia   | 1'03"0 | 1         |
| 2    | Faith Leech     | Australia   | 1'05"2 | 3         |
| 3    | Joan Rosazza    | Stati Uniti | 1'05"9 | 7         |
| 4    | Natalie Myburgh | Sudafrica   | 1'06"0 | 8         |
| 5    | Valéria Gyenge  | Ungheria    | 1'06"4 | 11        |
| 6    | Zsuzsa Ördög    | Ungheria    | 1'06"9 | 14        |
| 7    | Helen Stewart   | Canada      | 1'06"9 | 15        |
| 8    | Birgit Klomp    | Germania    | 1'07"9 | 16        |

| Pos. | Atleta           | Nazione       | Tempo  | Posizione |
| ---- | ---------------- | ------------- | ------ | --------- |
| 1    | Lorraine Crapp   | Australia     | 1'03"1 | 2         |
| 2    | Marrion Roe      | Nuova Zelanda | 1'05"3 | 4         |
| 3    | Virginia Grant   | Canada        | 1'05"5 | 5         |
| 4    | Shelley Mann     | Stati Uniti   | 1'05"5 | 6         |
| 5    | Nancy Simons     | Stati Uniti   | 1'06"1 | 9         |
| 6    | Kate Jobson      | Svezia        | 1'06"1 | 10        |
| 7    | Susan Roberts    | Sudafrica     | 1'06"6 | 12        |
| 8    | Jeanette Myburgh | Sudafrica     | 1'06"7 | 13        |

### Finale
| Pos.    | Atleta          | Nazione       | Tempo  |
| ------- | --------------- | ------------- | ------ |
| Oro     | Dawn Fraser     | Australia     | 1'02"0 |
| Argento | Lorraine Crapp  | Australia     | 1'02"3 |
| Bronzo  | Faith Leech     | Australia     | 1'05"1 |
| 4       | Joan Rosazza    | Stati Uniti   | 1'05"2 |
| 5       | Virginia Grant  | Canada        | 1'05"4 |
| 6       | Shelley Mann    | Stati Uniti   | 1'05"6 |
| 7       | Marrion Roe     | Nuova Zelanda | 1'05"6 |
| 8       | Natalie Myburgh | Sudafrica     | 1'05"8 |